# ماری الن ایسکندریان
ماری الن ایسکندریان ( انگلیسی: Mary Ellen Iskenderian؛ زادهٔ ۱۹۵۹) سیاست‌مدار، کارشناس امور مالی، بانکدار و کارآفرین ارمنی‌تبار اهل ایالات متحده آمریکا است که رئیس و مدیر اجرایی بانکداری جهانی زنان، بزرگترین شبکه موسسات مالی خرد و بانک‌های جهان می‌باشد.

## زندگی‌نامه
وی در ۱۹۵۹ در به دنیا آمد و با مدرک مدیریت ارشد کسب‌وکار از دانشکده مدیریت ییل و با مدرک کارشناسی علوم در اقتصاد بین‌الملل از دانشکده خدمات خارجی دانشگاه جرج‌تاون فارغ‌التحصیل گشت. . وی در ستو‌ن‌های فوربز و وال‌استریت جورنال می‌نویسد و یکی از همکاران دایمی بلاگ هاروارد بیزینس ریویو می‌باشد.